# Governo Provisório da Índia Livre
```
   |-
       |
Erro:
:  
valor não especificado para "
nome_comum
"

   |-
       | 
Erro:
:  
valor não especificado para "
continente
"
```

O Governo Provisório da Índia Livre ou simplesmente, Azad Hind,   foi um governo provisório de curta duração apoiado pelos japoneses na Índia.  Foi estabelecido na Singapura ocupada pelos japoneses durante a Segunda Guerra Mundial em outubro de 1943 e tem sido considerado um estado-fantoche do Império do Japão.   
Fez parte do movimento político originado na década de 1940 fora da Índia com o propósito de aliar-se às potências do Eixo para libertar a Índia do domínio britânico . Foi estabelecido por nacionalistas indianos no exílio durante a última parte da Segunda Guerra Mundial em Singapura, com assistência monetária, militar e política do Japão Imperial. 
Fundado em 21 de outubro de 1943, o governo foi inspirado nos conceitos de Subhas Chandra Bose, que também foi líder do governo e Chefe de Estado. O governo proclamou autoridade sobre o pessoal civil e militar indiano no território colonial britânico do sudeste asiático e a autoridade potencial sobre o território indiano cairia nas mãos das forças japonesas e do Exército Nacional Indiano durante o avanço japonês em direção à Índia. O governo de Azad Hind tinha moeda, tribunal e código civil próprios e, aos olhos de alguns indianos, a sua existência dava maior importância à luta pela independência contra os britânicos.    O Japão também entregou a autoridade nominal das ilhas Andaman e Nicobar ocupadas pelos japoneses em 1943, embora o governo continuasse dependente do apoio japonês. Imediatamente após a formação do governo provisório, a Índia Livre declarou guerra contra as forças aliadas na Frente Indo-Birmânia.  Seu exército, o Exército Nacional Indiano (Azad Hind Fauj), entrou em ação contra o Exército Indiano Britânico e as forças aliadas como parte do Exército Imperial Japonês no setor Imphal-Kohima. O INA teve seu primeiro grande confronto na Batalha de Infal onde, sob o comando do Décimo Quinto Exército Japonês, rompeu as defesas britânicas em Kohima, alcançando o saliente de Moirang antes de sofrer uma derrota catastrófica enquanto as forças Aliadas seguravam, e a aviação Aliada o domínio e as linhas de abastecimento comprometidas forçaram os japoneses e o INA a recuar.  A existência de Azad Hind coincidiu essencialmente com a existência do Exército Nacional Indiano. Enquanto o próprio governo continuou até que a administração civil das Ilhas Andaman fosse devolvida à jurisdição dos britânicos no final da guerra, o poder limitado de Azad Hind foi efetivamente encerrado com a rendição do último grande contingente de tropas do INA em Rangum. A morte de Bose é vista como o fim de todo o Movimento Azad Hind.  
O legado de Azad Hind está, no entanto, aberto a julgamento. Após a guerra, o Raj observou com alarme a transformação da percepção de Azad Hind de traidores e colaboradores em libertadores.   O Império Britânico, nunca seriamente ameaçado pelo INA, acusou 300 oficiais do INA de traição nos julgamentos do INA, mas acabou recuando diante da oposição do Congresso.    

## Estabelecimento

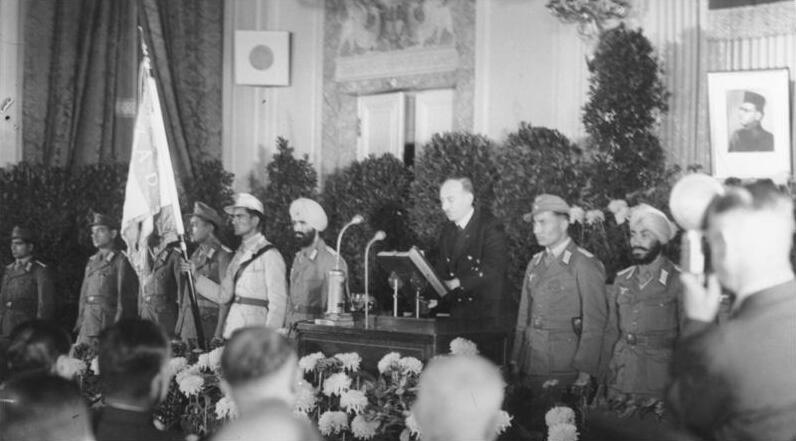
Celebração nacional na fundação do governo nacional provisório indiano no Free India Center, em Berlim, com discurso do Secretário de Estado Wilhelm Keppler, em 16 de novembro de 1943.

As origens diretas de Azad Hind podem estar ligadas a duas conferências de expatriados indianos de todo o Sudeste Asiático, a primeira das quais foi realizada em Tóquio em março de 1942.  Nesta conferência, convocada por Rash Behari Bose, um expatriado indiano que vive no Japão, a Liga da Independência da Índia foi estabelecida como o primeiro passo em direção a um estado indiano independente politicamente alinhado com o Império do Japão. Rash também decidiu criar uma espécie de exército de independência que ajudaria a expulsar os britânicos da Índia – esta força mais tarde se tornaria o Exército Nacional Indiano. A segunda conferência, realizada no final daquele ano em Bangkok, convidou Subhas Chandra Bose para participar da liderança da Liga. Bose morava na Alemanha na época e fez uma viagem ao Japão de submarino. 
Rash Behari Bose, que já estava envelhecendo na época em que a Liga foi fundada, lutou para mantê-la organizada e não conseguiu garantir recursos para o estabelecimento do Exército Nacional Indiano. Ele foi substituído como presidente da Liga da Independência da Índia por Subhas Chandra Bose; há alguma controvérsia sobre se ele renunciou por vontade própria ou por pressão dos japoneses, que precisavam de uma presença mais enérgica e focada liderando os nacionalistas indianos. 
Bose chegou a Tóquio em 13 de junho de 1943 e declarou sua intenção de atacar as províncias orientais da Índia na tentativa de tirar os britânicos do controle do subcontinente. Bose chegou a Cingapura em 2 de julho e em outubro de 1943 anunciou formalmente o estabelecimento do Governo Provisório da Índia Livre no Cathay Cinema Hall. Ao definir as tarefas deste novo establishment político, Subhas declarou: “Será tarefa do Governo Provisório lançar e conduzir a luta que provocará a expulsão dos britânicos e dos seus aliados do solo da Índia”.  Bose, assumindo o comando formal do desmoralizado e insuficiente Exército Nacional Indiano de Rash Bose, transformou-o em um exército profissional com a ajuda dos japoneses. Ele recrutou civis indianos que viviam em territórios ocupados pelos japoneses no Sudeste Asiático e incorporou um grande número de prisioneiros de guerra indianos das forças britânicas em Singapura, Malásia e Hong Kong para tripular as brigadas do INA. 

## Ministros
O Governo Provisório da Índia Livre consistia em um Gabinete chefiado por Subhas Chandra Bose como Chefe de Estado, Primeiro Ministro e Ministro da Guerra e das Relações Exteriores.
A capitã Dra. Lakshmi Swaminadhan (mais tarde Lakshmi Sahgal) foi a Ministra responsável pela Organização das Mulheres. Ela ocupou esta posição além de seu comando do Regimento Rani Jhansi, uma brigada de mulheres soldados que lutavam pelo Exército Nacional Indiano. Para um exército regular asiático, este regimento feminino era bastante visionário; foi o primeiro desse tipo estabelecido no continente. Lakshmi era uma das ginecologistas mais populares e prósperas de Singapura antes de abandonar sua prática para liderar as tropas do Regimento Rani de Jhansi.
Outros ministros da administração pública do Governo Provisório da Índia Livre incluíram:
- Lakshmi Swaminadhan - Ministra Responsável pela Organização das Mulheres
- Subbier Appadurai Ayer – Ministro da Radiodifusão e Publicidade
- Tenente Coronel A. C. Chatterji – Ministro das Finanças

O Exército Nacional Indiano foi representado por ministros das Forças Armadas, incluindo:
- Tenente Coronel Aziz Ahmed [27]
- Tenente Coronel NS Bhagat
- Tenente Coronel J. K. Bhonsle
- Tenente Coronel Guizara Singh
- Tenente Coronel M. Z. Kiani
- Tenente Coronel A. D. Loganathan
- Tenente Coronel Ehsan Qadir
- Tenente Coronel Shahnawaz Khan

O Governo Provisório também foi constituído e administrado por vários secretários e conselheiros de Subhas Chandra Bose, incluindo:
- Capitão Dilip Singh Siwach
- A. M. Sahay - Secretário
- Karim Gani
- Debnath Das
- D. M. Khan
- A. Yellapa
- J. Thivy
- Sardar Ishar Singh Narula
- A. N. Sarkar – Consultor jurídico oficial do governo

Todos estes secretários e funcionários consultivos ocupavam cargos ministeriais no Governo Provisório. A extensão da gestão quotidiana dos assuntos do Governo Provisório para Azad Hind não está totalmente bem documentada, pelo que as suas funções específicas como funcionários do governo do estado fora das suas posições como ministros de apoio a Subhas Chandra Bose não são totalmente certas.

## Reconhecimento

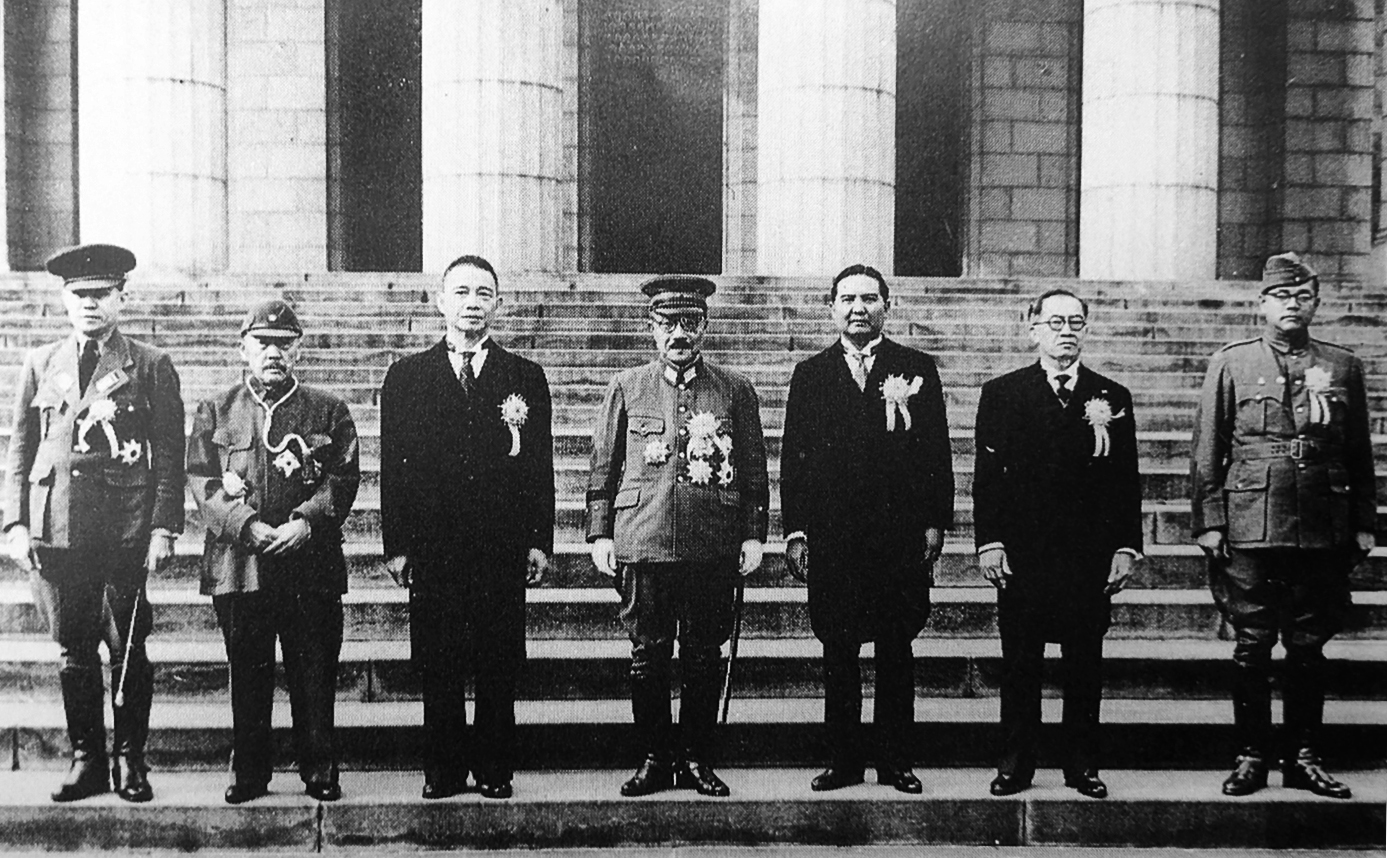
Conferência do Grande Leste Asiático em novembro de 1943, participantes da esquerda para a direita: Ba Maw, Zhang Jinghui, Wang Jingwei, Hideki Tōjō, Wan Waithayakon, José P. Laurel, Subhas Chandra Bose.

Azad Hind foi reconhecido como um estado legítimo apenas por um pequeno número de países, limitado apenas às potências do Eixo e seus aliados.  Azad Hind manteve relações diplomáticas com nove países: a Alemanha Nazista, o Império do Japão, a República Social Italiana, o Estado Independente da Croácia e o Governo nacionalista de Nanquim, a Tailândia, o Estado da Birmânia, Manchukuo e a Segunda República Filipina.  Na declaração da sua formação na Singapura ocupada o Taoiseach da Irlanda, Éamon de Valera, enviou uma nota de felicitações a Bose. A França de Vichy, no entanto, embora seja uma colaboradora do Eixo, nunca deu reconhecimento político formal a Azad Hind. Este governo participou como observador na Conferência do Grande Leste Asiático em novembro de 1943. 

## Administração governamental e Segunda Guerra Mundial

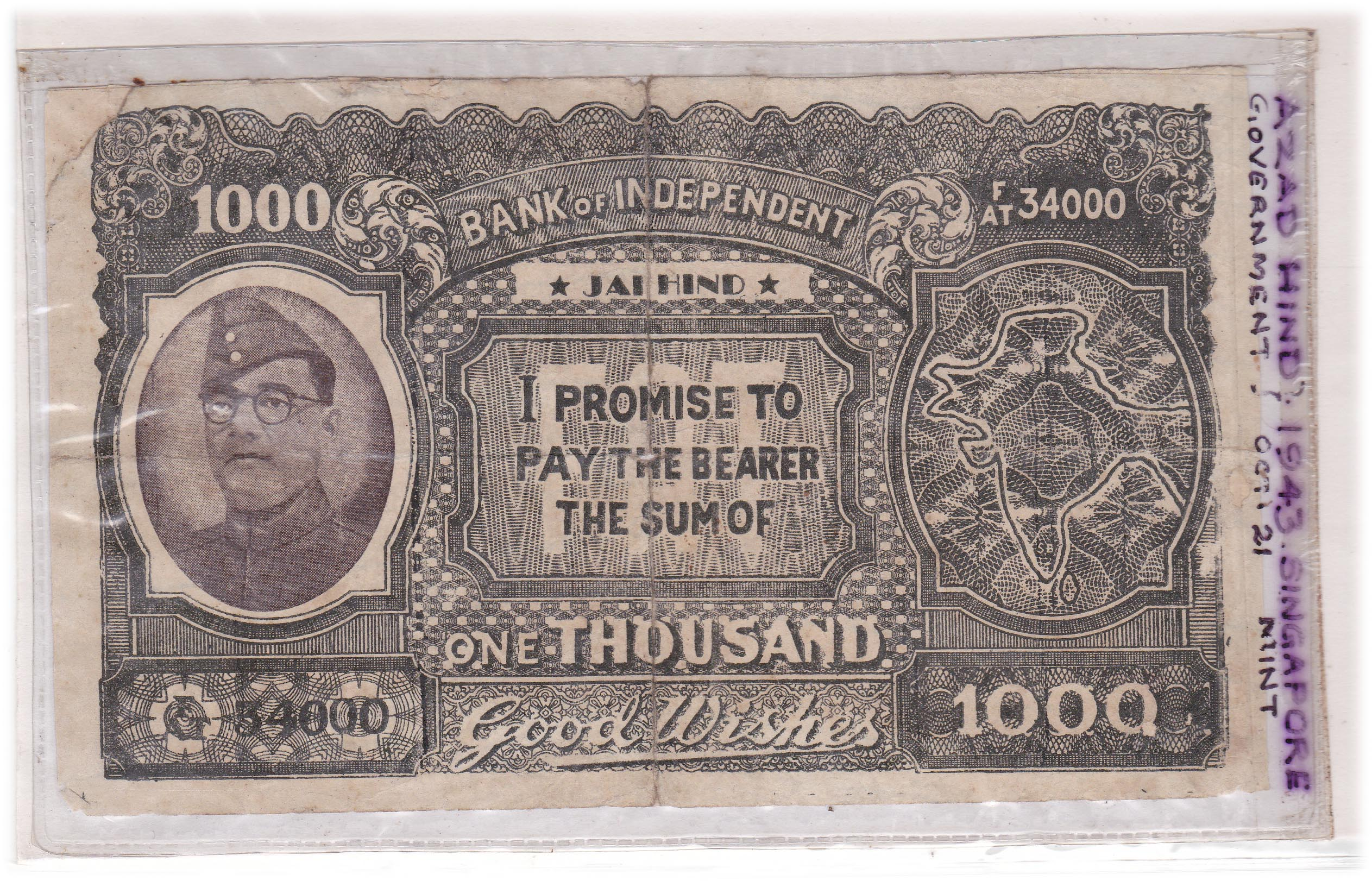
Moeda emitida pelo Azad Hind Bank

No final de outubro de 1943, Bose voou para Tóquio para participar da Conferência do Grande Leste Asiático como observador da Esfera de Coprosperidade da Grande Ásia Oriental do Japão; não poderia funcionar como delegado porque a Índia estava tecnicamente fora da jurisdição da definição japonesa de "Grande Leste Asiático", mas Bose fez discursos em oposição ao colonialismo e ao imperialismo ocidentais na conferência. Ao final da conferência, Azad Hind recebeu uma forma limitada de jurisdição governamental sobre as ilhas Andaman e Nicobar, que haviam sido capturadas pela Marinha Imperial Japonesa no início da guerra. 

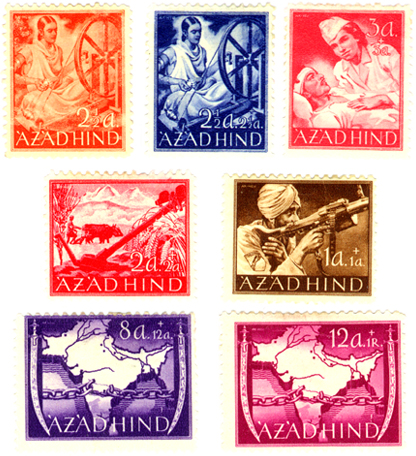
Selos postais não lançados do governo Azad Hind.

Uma vez sob a jurisdição de Azad Hind, as ilhas formaram as primeiras reivindicações territoriais do governo. As próprias ilhas foram renomeadas como "Shaheed" e "Swaraj", que significam "mártir" e "autogoverno", respectivamente. Bose colocou as ilhas sob o governo do tenente-coronel A. D. Loganathan,  e teve envolvimento limitado com o governo oficial do território, em vez disso envolveu-se em planos para expandir o Exército Nacional Indiano, garantir homens e material adequados e formular seu curso de ações e as administrações e relações da população indiana no sudeste da Ásia e determinando os desígnios japoneses na Índia e seu governo provisório. Em teoria, o próprio governo tinha o poder de cobrar impostos à população local e de criar e fazer cumprir leis: na prática, estas eram aplicadas pela força policial sob controlo japonês. Os indianos estavam dispostos a pagar estes impostos no início, mas tornaram-se menos inclinados a fazê-lo no final da guerra, quando o Governo Provisório promulgou legislação para impostos mais elevados durante a guerra para financiar o INA. Durante seu interrogatório após a guerra, Loganathan admitiu que só tinha controle total sobre o departamento de educação vestigial das ilhas, já que os japoneses mantinham controle total sobre a força policial e, em protesto, recusou-se a aceitar a responsabilidade por quaisquer outras áreas. do Governo. Ele foi impotente para evitar o massacre de Homfreyganj, em 30 de janeiro de 1944, onde quarenta e quatro civis indianos foram baleados pelos japoneses sob suspeita de espionagem. Muitos deles eram membros da Liga da Independência da Índia, cujo líder em Porto Blair, Diwan Singh, já havia sido torturado até a morte na Cadeia de Cellular depois de fazer o seu melhor para proteger os ilhéus das atrocidades japonesas durante os primeiros dois anos da ocupação. 
As forças militares de Azad Hind, na forma do INA, tiveram alguns sucessos contra os britânicos e moveram-se com o exército japonês para sitiar a cidade de Infal, no leste da Índia. Os planos de marchar em direção a Deli, ganhando apoio e novos recrutas ao longo do caminho, foram paralisados tanto com o início da temporada de monções quanto com o fracasso na captura de Imphal. O bombardeio britânico reduziu seriamente o moral e os japoneses, juntamente com as forças do INA, iniciaram a sua retirada da Índia. 
Além destes contratempos, o INA enfrentou um desafio formidável quando as tropas foram deixadas para defender Rangum sem a ajuda dos japoneses no inverno de 1944-1945. Loganathan foi transferido das Ilhas Andaman para atuar como comandante de campo. Com a guarnição do INA com cerca de 6.000 homens, ele comandou a capital birmanesa na ausência de qualquer outra força policial ou tropas durante o período entre a partida dos japoneses e a chegada dos britânicos. Ele teve sucesso em manter a lei e a ordem na medida em que não houve um único caso relatado de bandido ou saque durante o período de 24 de abril a 4 de maio de 1945.  

## Áreas indianas sob administração do Governo Provisório
Quase todo o território do Governo Provisório ficava nas Ilhas Andaman, embora o Governo Provisório tivesse alguma autoridade sobre os enclaves indianos nos territórios ocupados pelos japoneses. A autoridade civil do Governo Provisório nunca foi promulgada nas áreas ocupadas pelo INA; em vez disso, a autoridade militar japonesa prevaleceu e a responsabilidade pela administração das áreas ocupadas da Índia foi partilhada entre as forças japonesas e indianas. 

## Derrota do INA e colapso do Governo Provisório

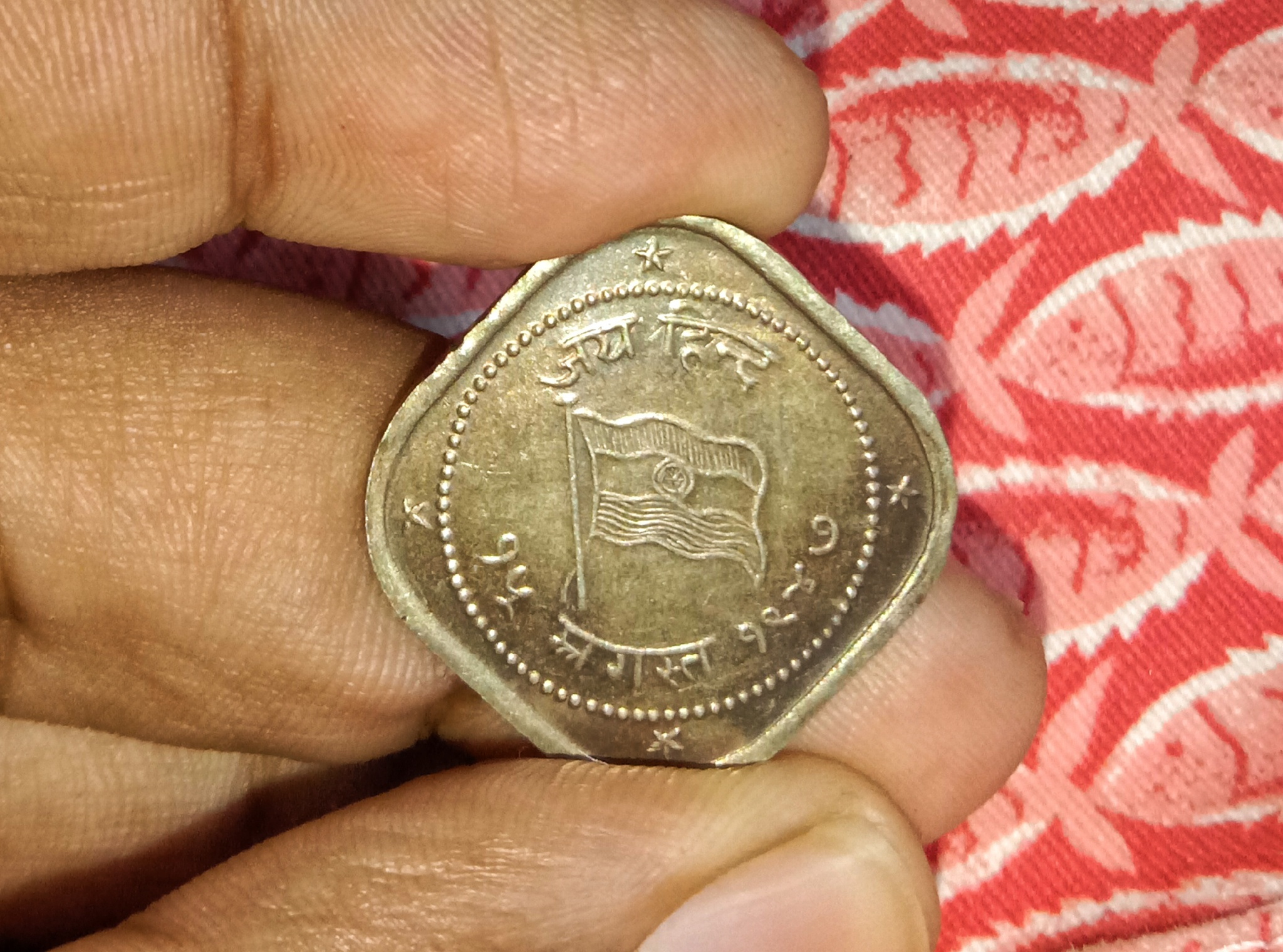
Duas moedas Annas Token, cunhadas em agosto de 1947, em memória do Azad Hind.

Deixado para defender Rangum do avanço britânico sem o apoio dos japoneses, o INA foi derrotado. Foi sugerido que Bose deixasse a Birmânia para continuar sua luta pela independência da Índia e retornasse a Cingapura antes da queda de Rangum; o governo que Azad Hind havia estabelecido nas ilhas Andaman e Nicobar entrou em colapso quando as guarnições insulares de tropas japonesas e indianas foram derrotadas pelas tropas britânicas e as próprias ilhas retomadas. Supostamente, o próprio Bose morreu em um acidente de avião partindo de Taiwan na tentativa de escapar para a União Soviética. O Governo Provisório da Índia Livre deixou de existir com a morte do Eixo, do INA e do desaparecimento de Bose em 1945.
As tropas que tripulavam as brigadas do Exército Nacional Indiano foram feitas prisioneiras de guerra pelos britânicos. Vários desses prisioneiros foram trazidos para a Índia e julgados por tribunais britânicos por traição, incluindo vários oficiais de alta patente, como o coronel Gurbaksh Singh Dhillon. A defesa destes indivíduos contra processos judiciais por parte dos britânicos tornou-se um ponto central de discórdia entre o Raj britânico e o Movimento de Independência da Índia nos anos do pós-guerra. 

## Relações com as Potências do Eixo
Como Subhas Chandra Bose se alinhou com o Império do Japão e as Potências do Eixo, que também incluíam Alemanha Nazista e Itália Fascista, a Grã-Bretanha o retratou como uma figura controversa por sua posição oficial contra imperialismo, que concorreria em oposição ao imperialismo japonês na Ásia durante a Segunda Guerra Mundial. O próprio Bose afirmou opor-se a todos os tipos de práticas coloniais, mas afirmou que a Grã-Bretanha era hipócrita ao "travar uma guerra pela democracia", ao mesmo tempo que se recusava a estender o mesmo respeito pela democracia e direitos iguais aos seus súbditos coloniais na Índia. Bose se opôs à política racial britânica e declarou trabalhar pela abolição da discriminação racial com birmaneses, japoneses e outros asiáticos. 
A Grã-Bretanha acusou-o de fascismo, citando o seu controle sobre o Governo Provisório como tão estrito como prova disso; e apontou para ele o desejo de estabelecer um estado totalitário na Índia com as bênçãos das potências do Eixo. Bose acreditava que a democracia parlamentar era inadequada para a Índia imediatamente após a independência e que uma Índia semi-socialista centralmente organizada, autossuficiente e sob o firme controle de um único partido era o melhor caminho para o governo indiano. Algumas de suas ideias ajudariam a moldar a política governamental indiana após a independência do país da Grã-Bretanha. 
Argumentou-se que o facto de Azad Hind estar alinhado politicamente com o Japão e as Potências do Eixo pode ter tido mais a ver com o que Bose via como uma abordagem pragmática à independência indiana. Desiludido com o movimento não violento do Congresso, Bose pertencia claramente ao campo que apoiava a exploração da fraqueza britânica para obter a independência indiana. Ao longo da existência de Azad Hind, Bose procurou distanciar-se da colaboração japonesa e tornar-se mais autossuficiente, mas achou isso difícil, uma vez que a existência de Azad Hind como entidade governamental só surgiu com o apoio dos japoneses, sobre quem o governo e o exército de Azad Hind eram inteiramente dependentes. Bose, no entanto, é considerado um herói por alguns na Índia atual e é lembrado como um homem que lutou ferozmente pela independência indiana.  No entanto, Subhas Chandra Bose apoiou o fascismo e o nazismo antes do início da Segunda Guerra Mundial, declarando que a Índia precisava de "uma síntese do que a Europa moderna chama de socialismo e fascismo" num discurso proferido em Calcutá em 1930. 
Embora as tropas japonesas tenham visto grande parte do combate na Índia contra os britânicos, o INA foi certamente por si só uma força de combate eficaz, tendo enfrentado tropas britânicas e aliadas e deixado a sua marca na Batalha de Infal. Em 18 de abril de 1944, o esquadrão suicida liderado pelo coronel. Shaukat Malik rompeu a defesa britânica e capturou Moirang em Manipur. A administração Azad Hind assumiu o controle deste território indiano independente.  Seguindo Moirang, o avanço do INA violou a estrada de Kohima, representando uma ameaça às posições britânicas em Silchar e Coimá. Coronel A coluna de Gulzara Singh penetrou 250 milhas na Índia. A Brigada Azad avançou flanqueando as posições anglo-americanas. 
No entanto, as limitações mais graves e, em última análise, fatais, do INA foram a dependência da logística e dos abastecimentos japoneses e o domínio aéreo total dos aliados, o que, juntamente com uma linha de abastecimento inundada por chuvas torrenciais, frustrou a tentativa do INA e dos japoneses de tomar Infal. 
Com o fracasso do cerco de Imphal, os japoneses começaram a mudar a prioridade da alocação de recursos do Sul da Ásia para o Pacífico, onde lutavam contra as tropas dos Estados Unidos que avançavam de ilha em ilha contra as possessões japonesas. Quando ficou claro que os planos de Bose de avançar para Delhi a partir das fronteiras da Birmânia nunca se materializariam devido à derrota do INA em Infal e à detenção dos exércitos japoneses pela superioridade aérea britânica e posteriormente naval na região, o apoio japonês a Azad Hind recusou. 